# Csákberény
Csákberény (németül: Tschakabrünn, szlovákul: Čakberíň) község Fejér vármegyében, a Móri járásban.

## Fekvése
Fejér vármegye északnyugati részén, a Vértes déli nyúlványai tövében, Csókakő, Söréd, Magyaralmás, Zámoly és Gánt szomszédságában fekszik, a Söréd-Bicske közti 8126-os út mentén. Határa benyúlik a Vértes és a Velencei-hegység közötti Zámolyi-medencébe. Székesfehérvártól 25, Mórtól 15, Budapesttől 65 kilométerre található.

## Története
Területe már a kőkorszakban is lakott terület volt. A Római Császárság idejében itt vezetett keresztül az Aquincumból Mogentiana (Óbuda – Keszthely) felé vezető jelentős hadiút, melynek mentén, Csákberény területén a Kr. utáni III. és IV. században már két római telep is állott. Az egyik Orond-puszta mellett, a másik, pedig a Lóállás-dűlő területén, melynek temetője is ismert. Később, a VI-VIII. században avarok laktak itt, amint azt az Orond-pusztához tartozó Diósi-dűlőben feltárt avar temető is bizonyítja Csákberény a XIII. századtól a csókakői várbirtok része.
A várat a Csák-nemzetség tagjai építették a tatárjárás után, a Székesfehérvárról Győrbe vezető út védelmére. Valóságos gócpontja volt e vidék a vár-erődöknek, melyek akár az Északról jövő, akár a Délről támadó ellenséggel is szembeszálltak. Okleveles forrásainkban először a helység határához csatolt Orond-puszta neve tűnik fel (1231). 1237-ben említik először Berend falut. Az iratok ezt egyszerűen Berénynek nevezik. Csákberény a Károly Róbert által 1327 körül királyi várrá tett Csókakő várának birtoka lesz. A XV. sz. elején Zsigmond király Csókakőt összes birtokaival a Rozgonyi családnak zálogosította el, mely ezek után többször gazdát cserélt.
Csókakő és a hozzá tartozó Csákberény először 1543-ban került a törökök birtokába. 1687-ig, 144 évig volt török kézen. A község határában emelkedik egy kimagasló kopasz hegyorom, amit az emberek ma is Strázsa-hegynek neveznek. A hagyomány szerint ez a magaslati pont a török őrségnek őrhelyül szolgált. Tiszta időben az alatta elterülő Zámolyi-medencére, a Bakonyra és a Móri-árokra jó kilátás nyílik. A török hódoltság idején Csákberény a fehérvári szandzsák igazgatása alá tartozott. A török idők viszontagságai nagyon megviselték ezt a vidéket. A lakosság az állandó zaklatás miatt biztonságosabb helyre menekült. A falu pusztává vált.
A puszta újratelepítését 1667-ben Keresztesi Varga Mihály, gróf Nádasdy Ferenc engedélyével szervezte meg. A jövevények magukkal hozták vallási hagyományaikat, s nemcsak az új településnek teremtették meg az alapját, hanem a csákberényi református egyháznak is. Sövénytempomot építettek a jelenlegi katolikus plébánia helyén. 1671-ben Csákberény magyar földesurát gróf Nádasdy Ferencet a Wesselényi-összeesküvésben való részvétele miatt lefejezték, birtokait elkobozták. Az elvett csókakői birtokot I. Lipót király 1678-ban Széchényi György kalocsai, később esztergomi érseknek, majd 1691-ben báró Hochburg János főhadiszállítónak ajándékozta. Közben felszabadult a török uralom alól Csókakő is, mely birtok a Hochburg család fiúágának kihalása után 1752-ben a leányágon leszármazó gróf Lamberg Ferenc Antalnak jut. 1772-ben Lamberg Ferenc Antal gróf elrendelte, hogy Csákberényben és Zámolyon templomot, paplakot és iskolát építsenek. Az új barokk templom alapkövét 1775-ben tették le. Lamberg Rudolf gróf építtette 1831-ben – klasszicista stílusban – a csákberényi kastélyt. A lakosság többségét kitevő reformátusok vallásgyakorlatának rendezésére II. József felvilágosult uralkodó elveinek szellemében 1784-ben oldódott meg. 1788-ban felépítették a ma is látható templomot.
Az 1848–49-es forradalom és szabadságharc idején a község lakossága Kossuth Lajos és a szabadságharc mellé állt. A falu két, haladó szellemű papja a református Szikszay János és a katolikus Mansbart Antal lelkesen buzdította híveit a szabadságharc melletti végső kiállásra. Kossuth Függetlenségi Nyilatkozatát mindketten felolvasták templomaikban. A szabadságharc bukása után mindkettőjüket elhurcolták, és borzalmas kínzások közepette kivégezték őket Nagyigmándon, a református paplak udvarán. 1862-ben a községháza teljesen leégett, a régi iratok elpusztultak.
A szellemi élet az 1910-es években kezdett megélénkülni. Egymás után jöttek létre különböző “körök”, a református olvasókört a katolikus létrejötte követte, majd a gazdakör és a lövészegylet. Az Önkéntes Tűzoltó egylet 1891-ben jött létre 24 taggal. 1914. július 26-án küldönc hozta a hírt, hogy Magyarország és Szerbia között kitört a háború. A csákberényi határon át futott egy töltésen a keskeny vágányú iparvasút, amely a gánti bauxitbányát kötötte össze Bodajkkal. A 18 km hosszú gazdasági vasút 1926-ban épült és 1958-ig üzemelt. Ez az útvonal nemcsak ipari célokat szolgált, hanem a települések közötti személyszállítást is megoldotta. A telefont 1928 áprilisában szerelték fel a jegyző irodájában. A falunak ekkor már volt orvosa, a patika 1929-ben kezdte meg működését. A községbe a villanyt először 1937-ben vezették be, Ebben az időben az összevont tanítás volt csupán megoldható. A két iskola nagy nehézségek között működött. Meghatározóak voltak a falu életében is a pedagógusok és az egyházak helyi képviselői is. Ezt a népszámlálási adatok is alátámasztják, mert az írni-olvasni tudók aránya a korszakban végig felette volt mind a megyei, mind a járási átlagnak. A falu kedvezőtlen gazdasági adottságai miatt csak kevesen tanulhattak tovább.
A második világháborúban a bevonulások zöme 1942 márciusa és 1944 augusztusa között történt. Csákberény – a kedvező földrajzi fekvése miatt (három oldalról erdő határolja) – súlyos harcok színtere volt. Háromszor cserélt gazdát: oroszok, németek, majd ismét oroszok kezére került. Sokáig azt tanították nekünk, hogy “1945. március 16-án, 13 órakor a szovjet felszabadító hadsereg elsöprő győzelmet aratott az itt állomásozó csapatokon és felszabadította a községet”. Ma már tudjuk, hogy csupán a dátum lehet valódi, legfeljebb egy új szemléletű történelmi változás kezdetét jelenthette ez az időpont.
Az 1950-es évek elején megalakult a zámolyi Petőfi TSZ, és akkor engedéllyel lebontották a kastélyt. 1955. augusztus 20-án megalakult az első TSZ. Az 1956-os forradalmi eseményeknek nem volt lényeges, helyi visszhangja. A községházán levő iratokat elégették, de más rendbontás nem történt. A kastély helyén 1959-ben kezdték el építeni a Művelődési Házat, melyet 1966-ban adtak át. A helyi óvoda 1971-ben kezdte meg működését.  A Takarékszövetkezet 1982-ben nyílt meg a lakosság számára. 1994-ben kezdte meg működését az első magyarországi Teleház.

## Közélete

### Polgármesterei
- 1990–1994: Kovács Miklós (FKgP)[7]
- 1994–1997 (†): Huszár István (MSZP)[8]
- 1997–1998: Kovács Miklós (FKgP)[9]
- 1998–2002: Monostori Endre (független)[10]
- 2002–2006: Lóderer Miklós (független)[11]
- 2006–2010: Lóderer Miklós (független)[12]
- 2010–2014: Dr. Vécsei László Vilmos (független)[13]
- 2014–2019: Dr. Vécsei László Vilmos (független)[14]
- 2019–2024: Dr. Vécsei László (független)[15]
- 2024– : Dr. Vécsei László (független)[1]

## Népesség
A település népességének változása:
| Lakosok száma | 1171 | 1177 | 1165 | 1132 | 1153 | 1153 | 1142 |
|               | 2013 | 2014 | 2015 | 2021 | 2022 | 2023 | 2024 |

A 2011-es népszámlálás során a lakosok 86,3%-a magyarnak, 0,4% horvátnak, 2,2% németnek, 0,2% románnak, 0,2% szerbnek mondta magát (13,6% nem nyilatkozott; a kettős identitások miatt a végösszeg nagyobb lehet 100%-nál). A vallási megoszlás a következő volt: római katolikus 33,1%, református 33,5%, evangélikus 0,5%, görögkatolikus 0,1%, felekezeten kívüli 8,1% (23,6% nem nyilatkozott).
2022-ben a lakosság 93,2%-a vallotta magát magyarnak, 1,2% németnek, 0,2% ukránnak, 0,2% lengyelnek, 0,1-0,1% horvátnak, bolgárnak, ruszinnak és cigánynak, 1,8% egyéb, nem hazai nemzetiségűnek (6,2% nem nyilatkozott; a kettős identitások miatt a végösszeg nagyobb lehet 100%-nál). Vallásuk szerint 26,1% volt római katolikus, 26,1% református, 0,7% evangélikus, 1,6% egyéb keresztény, 0,5% egyéb katolikus, 9,5% felekezeten kívüli (35,2% nem válaszolt).

## Borvidékei

### Orondi szőlőhegy
Elhelyezkedése:
Az Orondi szőlőhegy a falutól nyugatra fekszik, az Orond-pusztától északra, és a móri borvidékhez tartozik.
Története
Az 1860-as években került rendezésre az orondi és öreghegyi dézsmás szőlők sorsa. Ekkor Lamberg Rudolf és Csákberény község között barátságos kiegyezés történt.
Közülük néhány pont:
1. Az orondi dézsmás szőlők után 10 646 Ft 35 krajcárt kért, aminek egy évi részlete kb. 1700 Ft-ot tett ki.
2. A váltsági ár az orondi szőlők után 1200 négyszögöllel számított minden hold után 110 Ft.
3. A szüret idejét ezentúl a közigazgatósági hatóság tűzi ki.
4. Csak felsőbb politikai hatósági engedéllyel szabad a község lakóinak a szőlőhegyekben letelepednie.
5. Az urasági dézsmajogot a teljes váltási összeg kielégítése után törlik.
6. Kötelesek 6 év alatt 1863. január 1-jétől számítva 5% kamattal 6 egyenlő részletben kifizetni.

1772-ben már folyamatosan zajlott az orondi szőlők helyeinek irtása.
1960-ban a helyi TSZ megalakulása után, állami rendelkezés kijelölte Orondot és Öreghegyet háztáji gazdálkodás céljára.
Mai állapota
Ma 237 külterület zártkert helyezkedik el itt, melynek nagy részén szőlőskertek vannak, ebből 165 telken valamilyen építmény is áll. (Az építmények számát folyamatos bővülés jellemzi.) Az orondi szőlőhegy már közművekkel is rendelkezik, bevezették a villanyt, vizet, és telefont. A szőlőhegy egy részéig, a volt nagy „TSZ pincéig (a csákberényi Bornapok színhelye) kavicsos út vezet. Ezen az úton kívánják megvalósítani a Mórtól egészen Csákvárig elérő Ezerjó Borutat”. A Borút egyelőre inkább jelképes, mint valós. (Nagyobb előrelépés 2006. évben várható, amikor is meg fog történni a leaszfaltozása egészen a csókakői határáig már megnyert pályázatból) A felújított boros pincékben – igaz csak néhány helyen -hivatalosan is működik már a borkimérés.

### Öreg-hegy
Elhelyezkedése:
Ez a külterületi zártkert a községtől keletre található, a 8116-os úttól északra, és szintén a Móri borvidékhez tartozik.
Amit történetéből ismerünk:
A szőlő utáni dézsmát az Orondival együtt rendezték el, majdnem azonos feltételekkel. Erre a területre váltásösszeg 7227 Ft 45 krajcár. A váltsági ár az öreghegyi szőlők után minden hold után 60 Ft.
1960-ban szintén állami rendelkezés szerint jelölték ki háztáji gazdálkodás céljára.
Mai állapota:
Nem olyan fejlett, mint az orondi szőlőhegy, de dinamikusan fejlődik: 2008-ban bevezették a villanyt, 2010-ben pedig az addigi taposott földutak helyén jó minőségű murvás utak épültek.

## Látnivalói

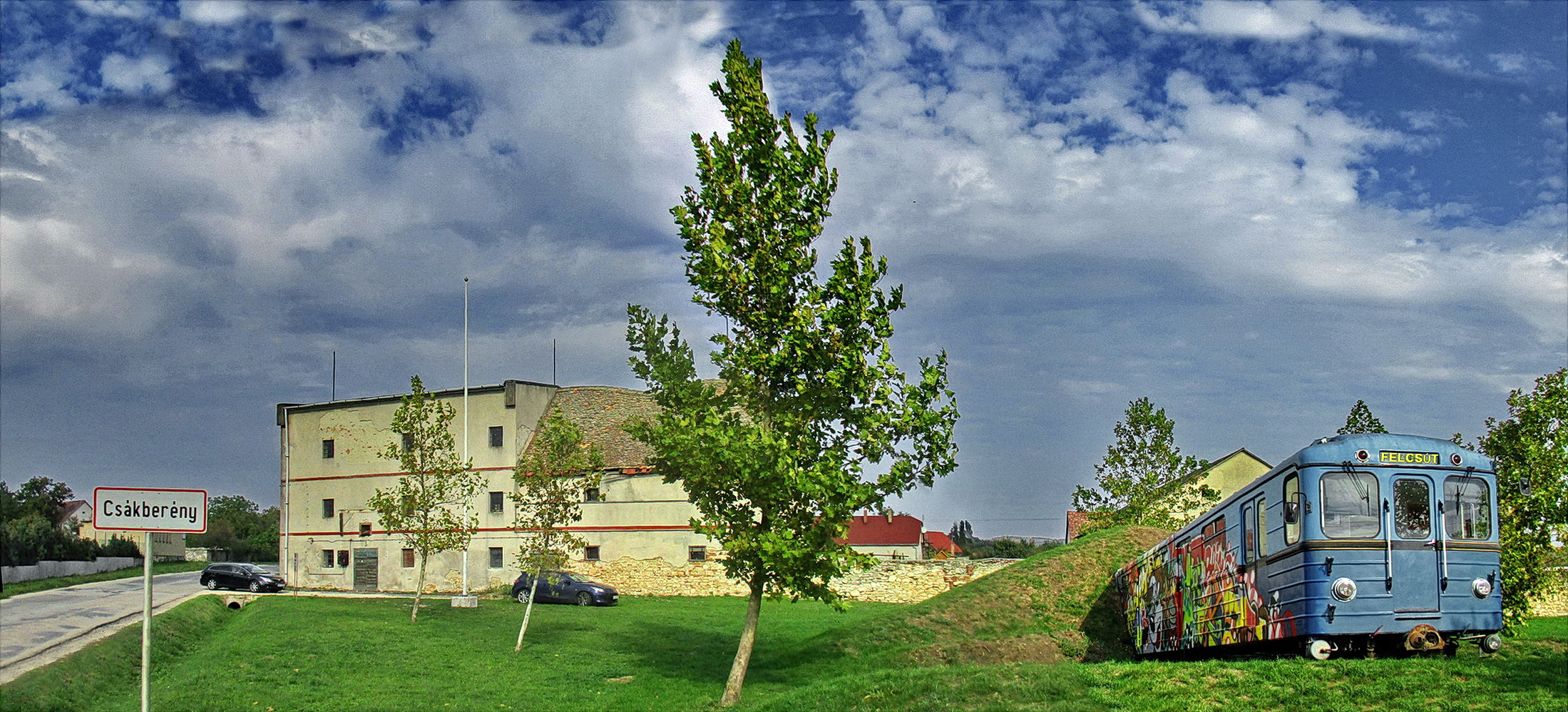
Leselejtezett budapesti metrókocsi a falu határában

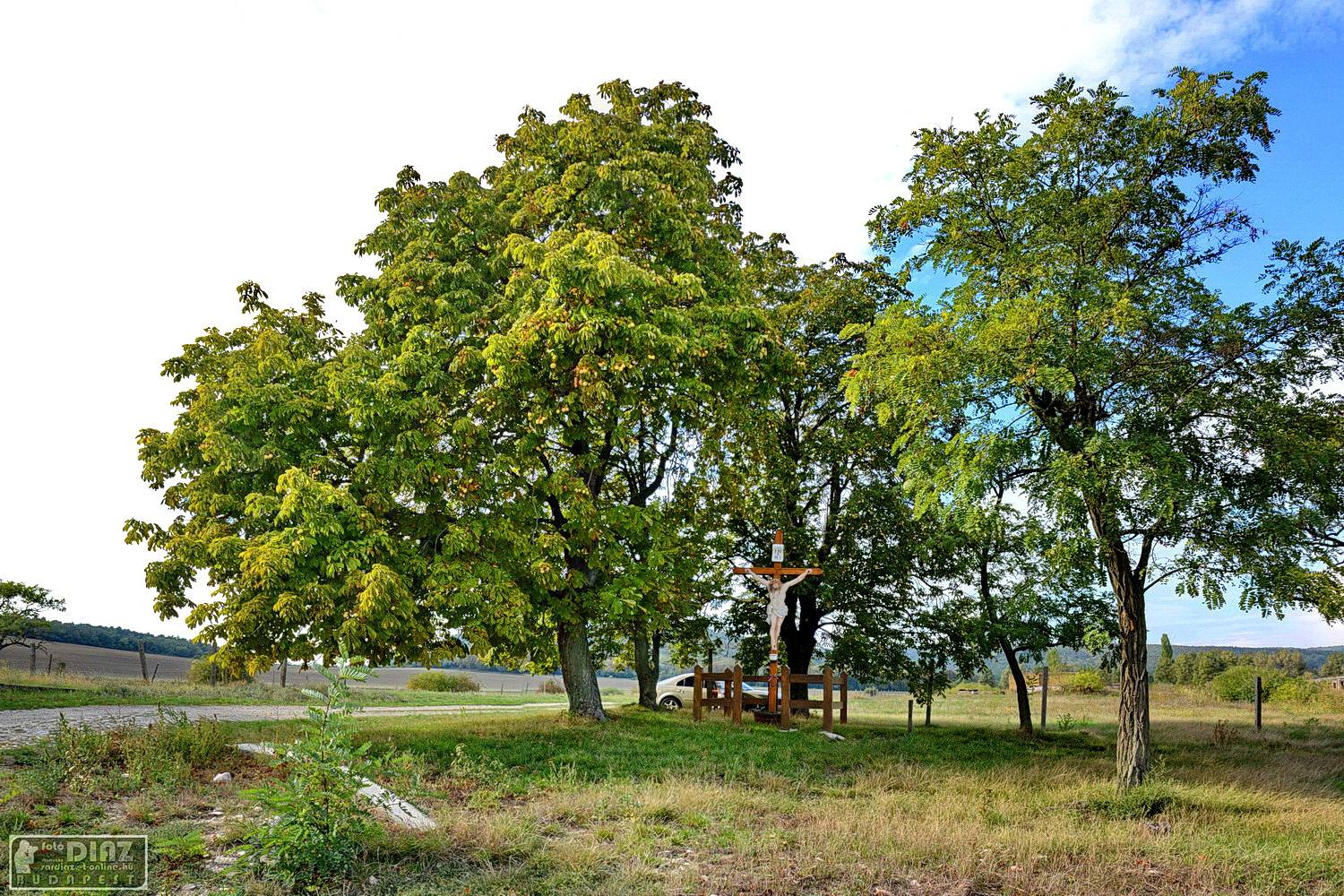
„pléh-krisztus”

- Szent Márton római katolikus templom -épült 1775-76-ban
- Református templom
- Gróf Merán Fülöp szobra
- Forradalmi emlékmű
- Hősök szobra
- Mansbart Antal és Szikszai János emléktáblája
- Gróf Merán Fülöp Erdészeti és Vadászati Múzeum
- A földből kitörő metrókocsi

## Híres emberek
- Csákberény plébánosa volt a Haynau által kivégeztetett Mansbart Antal (Tóváros, 1821. december 20. – Nagyigmánd, 1849. július 12.) mártír római katolikus pap.
- A község református lelkiatyja volt az 1848–49-es forradalom és szabadságharc idején az ugyancsak Haynau által kivégzésre ítélt Szikszay János (Fokszabadi, 1803. október 13. – Nagyigmánd, 1849. július 12.) mártír református lelkész.
- Kovács István országgyűlési képviselő FKGP
- Itt él Catherine Dickens, a neves angol író, Charles Dickens szépunokája, aki megtanult magyarul is. (RTL. FÓKUSZ. 2019. 11. 27.)

## Érdekességek
- Részben a településen játszódik a 2021-ben bemutatott Ítélet és kegyelem című történelmi filmdráma, mely mások mellett a falu Haynau által kivégeztetett lelkészeinek is emléket állított.